# Лиелварде
Ли́елварде (латыш. Lielvārdeо файле; до 1917 года — Ленневарден, Леневарден, нем. Lennewarden) — город в центральной части Латвии, в составе Огрского края, бывший административный центр Лиелвардского края.
Расположен на правом берегу Даугавы. Население Лиелварде в 2019 году составляло 5934 человека (на 866 человек меньше, чем в 2011 году). До 2009 года город входил в состав Огрского района.

## История

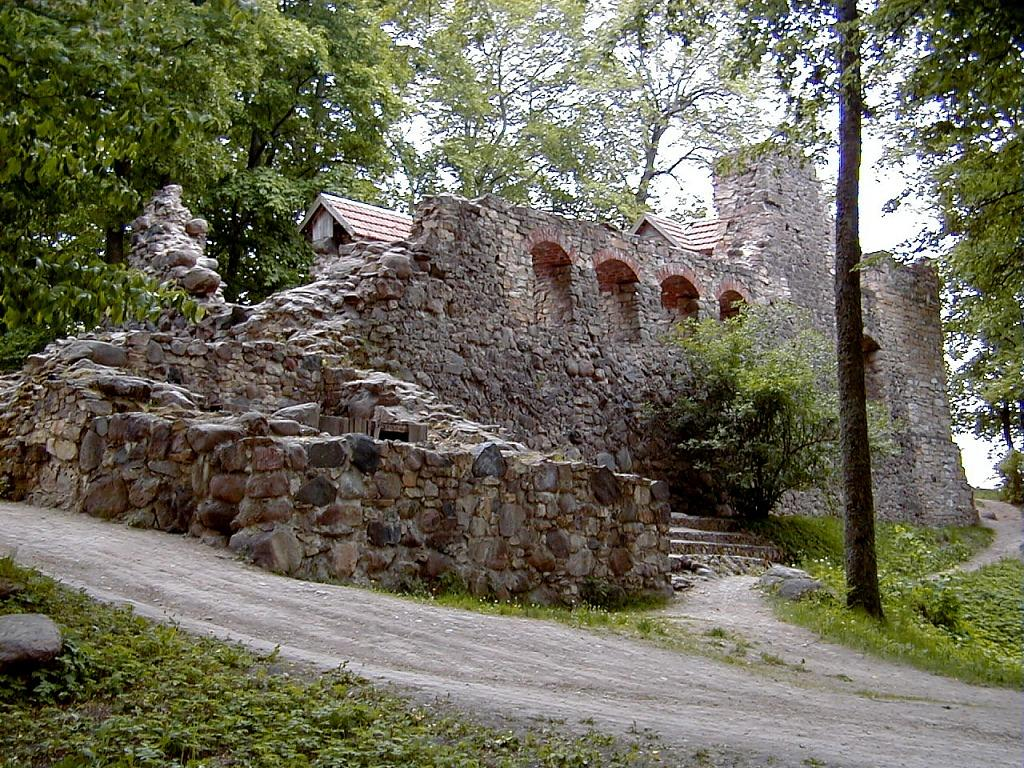
Развалины рыцарского замка.

### Ливское и балтское городище
Территория, на которой находится город, до прихода немецких рыцарей была зоной конфликтов между ливами и балтами. Поселение Ленневарден упоминается в хронике в 1201 году. Археологические раскопки обнаруживают во множестве доисторические артефакты — так, работы Анны Зарини позволили установить, что ещё в первом тысячелетии до н. э. эти места (городище Dievukalns, или Гора богов) начали заселять предки древних балтов.
Для постройки городища люди использовали естественный полуостров, образованный при впадении реки Румбини в Даугаву, и образованный ею овраг, позволявший защитить поселение от нападений. Полуостров был отделён глубоким 10-метровым рвом, окружён насыпным валом высотой 4 метра, над которым высился деревянный частокол. В IX—XIII веках здесь находилось поселение ливов, а в близлежащем могильнике найдены захоронения латгалов и земгалов, что свидетельствует о том, что в то время это поселение было значимым территориальным центром.
Историк Олег Пухляк связывает название местности со скандинавскими корнями: слово varde означает пирс, утёс или скалу, видные с воды издалека.

### Под властью крестоносцев
В 1201 году архиепископ Альберт пожаловал Ленневарден рыцарю Даниэлю из Баннерова в ленное владение, хотя правил там по-прежнему ливский вождь Ульдевенэ. Это имя в переводе с ливского означает «высокий человек» или «долгожитель».
Немецкие рыцари захватили Ленневарден во время своего крестового похода вверх по Даугаве в 1205 году. В Ливонской хронике Генрих Латвийский рассказывает, что в Ленневардене укрылись ливы из Икскюля, куда был послан господином рыцарь Конрад из Мейендорфа: ему епископ Альберт пожаловал этот город в бенефиций, а ливы должны были доброжелательно принять его, «как дети отца», и рассудить с ним о мире и дальнейшем распространении христианства.
«Ливы, которые, получив от первого ливонского епископа Мейнарда благодать крещения, издевались над верой христовой и не раз, по их словам, уничтожали её омовениями в Двине, услышав о приближении епископа, стали вместе с прочими, ещё язычниками, готовиться к бегству и на утро, пригласив к себе вышеназванного Конрада, втайне замыслили убить его, но стрела, о которой знают заранее, меньше ранит: Конрад, зная о их хитрости, вышел к ним в полном вооружении, в сопровождении своих и, когда они затеяли длинные разговоры, он на каждый вопрос давал подходящий ответ. Тут ливы, ещё более поражённые этим, бросились бежать и, пользуясь лодками, поднялись вверх по реке к замку Ленневарден с жёнами и малыми детьми. Этим они ясно показали, что мало думают о ранее принятом крещении.
Пилигримы же, видя, что новообращённые ливы до такой степени заблуждаются и, подобно псам, возвращаются на блевотину, забывая о принятом когда-то христианстве, полные ревности о Боге, пустились преследовать бегущих. Скоро однако они заметили, что те, соединившись с другими язычниками из Ленневардена, покинули свои деревни и ушли вместе в лесные трущобы. Тогда пилигримы, подложив огонь, зажгли их город. После того пилигримы пошли вверх по Двине, а ливы из замка Аскратэ, услышав о происшедшем, скрылись в безопасные лесные места. Так и случилось, что замок их, по милости божьей, был сожжён, а они, дав заложников, заключили мир с тевтонами и обещали вскоре прийти в Ригу и креститься. Впоследствии так и было».
Первый каменный Ленневардский замок начали строить в 1206 году не на том месте, где сейчас сохранились руины, а на Горе богов, рядом с ливским деревянным городом. Его сооружение было завершено к 1229 году, когда замок упоминается в хронике уже как существующий.
Под 1213 годом Генрих Латвийский сообщает о нападении литовцев на Ленневарден в ответ на постоянные рейды немецких рыцарей из Кукенойса и леттов против литовцев и селов. Литовцы «захватили ливов по деревням, некоторых убили, женщин, детей, скот и много добычи забрали с собой и увели в плен старейшину той области, Ульдевенэ».
Магистр Ордена меченосцев Фольквин фон Наумбург погнался за литовцами, ударил на них с тыла и нанёс поражение, хотя часть литовцев смогла спастись бегством, захватив с собой и Ульдевенэ. Затем крестоносцы его выкупили, отдав взамен голову убитого литовского князя. Ульдевенэ продолжал править в своём городе, который немцы сожгли позднее, во время ливского восстания в области Альтене к востоку от Ленневардена.
Второй каменный замок в Ленневардене начали строить на другом берегу Румбини в середине XIII века.
Ленневарден стал ареной второй решающей битвы жемайтов с немецкими рыцарями 3 февраля 1261 года: в «Дюнамюндских анналах» рассказывается, что «в следующую зиму была битва против литвинов у Ленневардена в день блаженного Власия» , в которой рыцарское войско потерпело поражение.
Это завершило разгром немцев, начатый в 1260 году в битве при Дурбе, и ознаменовало начало антинемецких выступлений, охвативших весь запад Прибалтики: восстали курши и земгалы, пруссы, эзельцы. Поскольку в битве при Ленневардене жемайты сами сильно потеряли в живой силе, их князь Тройнат (Тренята) обратился за поддержкой к первому литовскому королю Миндовгу, пообещав признать его власть в обмен на отказ от обязательств перед Орденом. Талантливый военачальник убедил короля начать кампанию против немцев в конце августа — начале сентября 1261 года совместно с владимиро-суздальскими князьями и привлечь их к совместным действиям против Ливонии, для чего в 1261 году было отправлено посольство во Владимир к великому князю Александру Ярославичу Невскому, а затем заключён союз с Великим Новгородом (где княжил тогда Дмитрий Александрович, сын Александра Ярославича).
В XIV—XV веках Ленневарден являлся важным центром Рижского архиепископства: здесь размещался фогт — судья-наместник архиепископа. Замок выполнял хозяйственные функции, собирая собранные с окрестных крестьян припасы для отправки в Ригу. Около 1435 года архиепископ был вынужден передать замок Ливонскому ордену. Затем архиепископ выкупил замок, и передача этого владения из рук в руки повторилась ещё раз, пока архиепископ Яспер Линде не подарил его Братству Святого Антония.

### На перекрёстке войн
Во время первого этапа Ливонской войны (1558—1561 гг.) Ленневарден был сильно разрушен, а Ливонский орден прекратил существование. По Виленской унии эта территория отошла герцогству Семигалия.
Замок Ленневарден многократно перестраивался. В пору своего расцвета он состоял из цитадели на высоком берегу Даугавы и укреплённого форбурга. Взять его с реки было невозможно, так как он возвышался над поверхностью воды примерно на 12 метров.
Во время польско-шведской войны (1600—1629 гг.) рыцарский замок был разрушен последний раз (1613 г.) и с тех пор лежит в руинах. Война принесла местному населения неурожай, разрушения и чуму. С 1620 года территория Ливонии вошла в Шведское королевство. Во время шведского правления были проведены земельная реформа, оценка земли и внесение её в земельные книги.
21 июня 1631 года шведский король Густав II Адольф пожаловал Ленневарден инспектору серебряных дел Генриху Мартину Вульфу.
В 1656 году Ленневарден и Кокенгузен были захвачены русской армией, но после подписания Оливского мира возвращены под шведское правление.
Согласно указу шведского короля Карла XI в 1689 году в Ленневардене была открыта приходская школа для крестьянских детей.
Около 70 % населения погибли в Великую чуму 1710 года.

### В Российской империи
После Северной войны край вошёл в состав Лифляндской губернии Российской империи.
В 1725 одно из подсобных поместий Ленневардена, Рингмундсхоф, было выделено в отдельную хозяйственную единицу.
В 1770 году владелец поместья Ленневарден Генрих Эрих фон Вольфеншильд подарил Рингмундсхоф своему крестнику барону фон Игенстрему.
В 1811 году Элизабете Анна фон Штрих продала поместье за 1 550 000 рублей серебром Фридриху Вильгельму фон Стренгеру, а затем оно перешло в собственность рода Ротенфельдов. Рейнрих фон Ротенфельд (род. 1822) — выпускник Юрьевского университета, дипломат, юрист, экономист, математик, строительный инженер, самостоятельно спроектировавший каскад прудов в парке своего поместья. К нему в 1858 году устроился на работу помощником землемера Андрей Пумпур.
Мощный толчок к развитию населённого пункта дала построенная в 1861 году Риго-Двинская железная дорога. Первое здание станции, названной Рингмундсхоф, было построено в 1859 году, а движение поездов открылось 12 сентября 1861 года.
В 1869 году в Кайбале открыта основная школа.
В 1896 году в Рингмундсхофе открылась первая общедоступная библиотека.
Дворец в поместье барона Ротенфельда Рингмундсхоф в стиле позднего классицизма с элементами неоренессанса и античной виллы был построен в 1905 году и сожжён во время революционных событий. Затем его восстановили по проекту Вильгельма Романа Ресслера (Roessler, 1878—1949). Здание было окружено пейзажным парком площадью 13 гектаров, который начали формировать в 1858 году.
В Первую мировую войну Ленневарден был разрушен, дворцы барона Вульфа и барона Ротенфельда обращены в развалины.

### В Латвийской республике
5 августа 1919 года станция Рингмундсхоф переименована в Рембате, а 22 февраля 1926 года — в Лиелварде.
12 мая 1924 года решением министерства внутренних дел Латвии был создан Идавский край, в который вошли часть Рембатской волости и сам посёлок вдоль железнодорожной станции.

### В Латвийской ССР
В 1940 году началась реконструкция пейзажного парка Рембатского поместья по проекту архитектора Илзе Мары Янелис.
В 1945 году в Лиелварде устроен военный аэродром, на который была выведена, а затем расформирована 214-я штурмовая Керченская авиационная дивизия.
23 июня 1948 года в Лиелварде был создан колхоз «Лачплесис». Парторг, фронтовик Эдгар Каулиньш смог убедить жителей волости в преимуществах коллективного хозяйства и механизированной обработки земли, благодаря чему они практически полностью вступили в колхоз и в округе не осталось богатых единоличников. К 1951 году общий доход колхоза превысил миллион рублей, количество дойных коров в колхозе достигло 700, появилась птицеферма на 2,5 тысячи кур, звероферма для выращивания чернобурок и голубых песцов, была проведена мелиорация заболоченных участков земли под пастбища и сенокосы. В 1955 году общий доход превысил 4 млн рублей, увеличившись с 1951 года в 4 раза.
16 июня 1949 года указом Президиума Верховного Совета Латвийской ССР Лиелварде присвоен статус рабочего посёлка.
В 1964 году была открыта средняя школа вместо Кайбальской семилетки.
В середине 1960-х годов председатель колхоза-миллионера «Лачплесис» Э. Каулиньш предоставил на территории хозяйства участки для постройки домов деятелям латвийского балета.
В 1968 году в Лиелварде открылась библиотека Лачплеша. В Рембатском пейзажном парке построили эстраду для проведения концертов и театральных спектаклей, островку посредине пруда присвоено имя Спидолы.
В 1969 году аэродром в Лиелварде был перестроен для размещения сверхзвуковой авиации ВВС СССР. Рядом с ним был построен посёлок жилых домов для военных и обслуживающего персонала.
8 сентября 1970 года в помещении бывшего амбара Рембатского поместья открылся музей писателя Андрея Пумпура.
В 1975 году открылся первый колхозный детский сад на 50 мест, куда детей доставляли даже с удалённых хуторов на специальном автобусе.
В 1976 году открыт Дом культуры, куда переехали поселковая библиотека и детская библиотека.
В 1984 году в жилом массиве Авоты открылась Лиелвардская восьмилетняя школа. В 1985 году колхоз открыл новый просторный детский сад «Вей, ветерок!».
В 1988 году создан сад деревянных скульптур по мотивам поэмы «Лачплесис». В 1990 году была основана Лиелвардская музыкальная школа.

### После восстановления независимости
В 1995 году в Лиелварде открылась первая частная детская художественная школа и Лиелвардская спортивная школа.
Городская дума Лиелварде проводит благоустройство Рембатского парка, в нём восстановлен созданный в XIX веке каскад водопадов. На территории парка также с 1997 года располагается воссозданный по частной инициативе деревянный замок Ульдевенэ.

## Вклад в культурное наследие Латвии
Традиционный орнамент на тканых лиелвардских поясах чрезвычайно популярен. Он использовался в дизайне латвийских банкнот (до введения евро).
Ленневардская волость отметилась самым большим вкладом в собрание «Латышских дайн» Кришьяниса Барона: 6162 (весь Валмиерский уезд дал 5439 песен).
В Ленневардском приходе родился Андрей Пумпур (1835—1902), здесь же он учился в школе. На основе народного фольклора и легенд родного края он создал эпическую поэму «Лачплесис» (1888 г.). В этой поэме он упоминает и замок Ленневарден — именно на этом месте Лачплесис вступил в поединок с Чёрным рыцарем.
В Лиелварде работал учителем поэт и просветитель Аусеклис (1850—1879).
После того, как Янис Райнис назвал одного из героев пьесы «Вей, ветерок!» именем, производным от имени ливского вождя Ульдевенэ — Улдис, это имя стало одним из самых популярных латышских мужских имён.

## Колхоз «Лачплесис»
В советское время Лиелварде был знаменит колхозом-миллионером «Лачплесис». После распада СССР он был преобразован в паевое общество, которое в 1996 году было признано неплатёжеспособным и приватизировано по частям. Администратор паевого общества Олав Церс пытался взыскать долги колхоза с пайщиков отдельных предприятий, образованных на базе подразделений колхоза, инициируя судебные иски и затрудняя работу предприятия.
Имя легендарного председателя колхоза Эдгара Каулиньша сейчас носит средняя школа.
Колхоз «Лачплесис» обладал большим консервным цехом, производил соки, консервированные овощи и фрукты, яблочное вино, эту промышленную продукцию он поставлял в другие республики СССР. Он также имел собственный строительный участок, силами которого были построены современный посёлок Лиелварде, промышленные цеха, котельные.
На звероферме колхоза содержалось 12 тысяч племенных норок.
Из всего колхозного производства уцелела только пивоварня, однако в настоящее время она входит в скандинавскую промышленную группу Royal Unibrew и больше не производит пиво по традиционным рецептам.

## Транспорт

### Железнодорожный транспорт
Через город проходит электрифицированная железная дорога Рига — Айзкраукле. На железнодорожной станции Лиелварде делают остановку все поезда, кроме поездов международного сообщения.

### Автомобильный транспорт
Лиелварде расположен на 55-м километре шоссе A6 Рига — Даугавпилс — государственная граница (Патарниеки).

### Аэродром
В Лиелварде находится военный аэродром, который использовался Советской армией, а после восстановления независимости был преобразован в базу вооружённых сил Латвии, а затем НАТО. В 2015 году на нём были размещены первые американские беспилотники.

## Достопримечательности

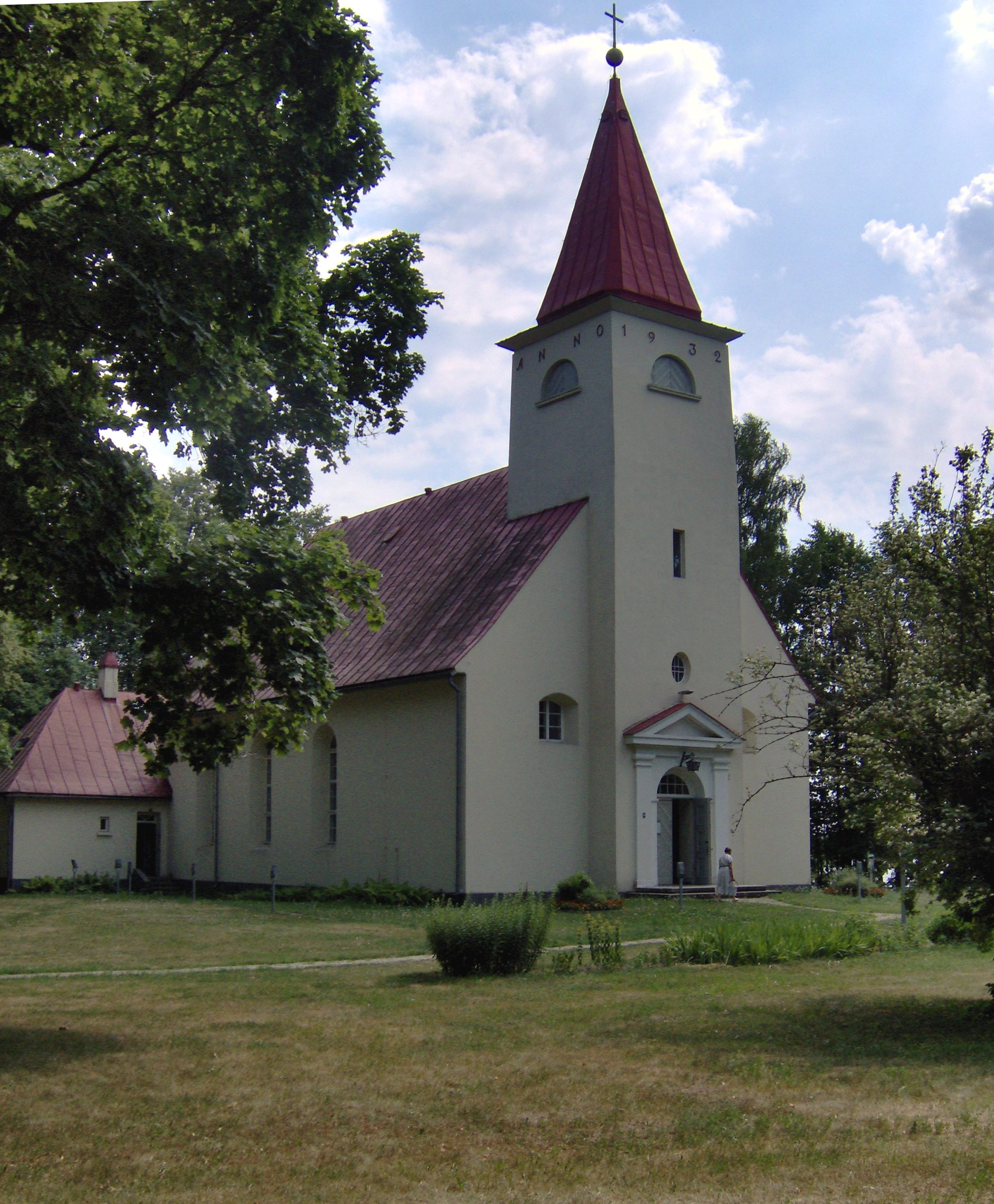
Лютеранская церковь в Лиелварде. Годы постройки: 1747 г. и 1932 г.

В конце XX века художник Агрис Лиепиньш решил восстановить деревянный ливский замок. В 1997 году началось его строительство: был сооружён частокол, а внутри него несколько домиков площадью 3×3, 3×4 м. В некоторых из них воссозданы предметы утвари, одежда, а также в крепости воссоздана печь для выплавки металла.
- Хорошо отреставрированные развалины замка, которые были законсервированы в 1987 году по проекту архитектора Г. Эрдманиса[7].
- Музей Андрея Пумпура.
- Камень Лачплесиса и одеяло Лачплесиса.
- Национальный парк «Лиелварде».
- Водопад Румбиняс (около 1,8 м в высоту, на одноимённой реке).
- Сад скульптур в парке Лиелварде[6].

## Известные жители
- Улдис Жагата, латышский советский танцовщик, балетмейстер, педагог, народный артист СССР[16].